# Владимир Сребров
Владимир Сребров (Пожаревац, 1954 — Сарајево, 1999) био је песник, књижевник и политичар.

## Биографија
Рођен је 1954. године као Милан Николић у Пожаревцу, где је његов отац био на служби као официр Југословенске народне армије.
Основну и средњу школу завршио у Травнику и Бањалуци, а затим дипломирао на Филозофском факултету Универзитета у Сарајеву. Магистрирао је у Совјетском Савезу. Током постдипломских студија 1974. у Совјетском Савезу, понесен идејом панславизма, мења име у Владимир Сребров. Пре рата у Босни и Херцеговини, радио је као библиотекар на Филозофском факултету у Сарајеву. Био је један од оснивача Српске демократске странке на подручју Босне и Херцеговине 1990. године као лидер милитантног дела СДС-а названог Млада Босна. Међутим убрзо је избачен из СДС-а због свог ултранационализма када мења политичку оријентацију.
Током рата је остао у Сарајеву активно политички ангажован подржавајућу грађанску опцију у БиХ. Ухапшен је 1992. године од стране тамошњих Срба и затворен у затвор Кула где је био изложен мучењу и тортури. Пуштен је из затвора 21. октобра 1995. године након 39 месеци. Након рата наставио је да ради као библиотекар при универзитету. Наставио је и са политичким ангажовањем као независни политички кандидат али без већег успеха на изборима.
Умро је 1999. године у Сарајеву од последица мучења.

## Објављене књиге
Објавио је књиге поезије „Брезе на асфалту”, „Уста великог града”, „Црни замак” и „Присилни избор”.
Награђен је наградом „Петар Кочић”, 1974. године.